# Jean-François Stévenin
Pour les articles homonymes, voir Stévenin.
Jean-François Stévenin, né le 23 avril 1944 à Lons-le-Saunier (Jura) et mort le 27 juillet 2021 à Neuilly-sur-Seine, est un acteur et réalisateur français.
Assistant de réalisation à ses débuts, il a réalisé par la suite Passe montagne (1978), Double messieurs (1986) et Mischka (2002).

## Biographie

### Études
Après des études à HEC Paris (diplômé de la promotion 1967), il rédige une thèse sur l'économie du cinéma. Parti en stage à Cuba sur un tournage sur la production laitière, il apprend sur le tas et effectue tous les métiers, de technicien à assistant-réalisateur, en passant par second assistant, notamment sur le film d'Alain Cavalier La Chamade en 1968, suvi par Domicile conjugal de François Truffaut.

### Débuts professionnels
Parallèlement à sa fonction d'assistant-réalisateur auprès de Jacques Rivette, Truffaut ou Peter Fleischmann, il devient acteur : on l'aperçoit notamment dans Out 1 : Noli me tangere (1970) de Jacques Rivette ou encore dans L'Enfant sauvage (1970), Une belle fille comme moi (1972) et La Nuit américaine (1973), trois films de François Truffaut. Mais c'est son interprétation de Monsieur Richet, du même réalisateur, dans L'Argent de poche, en 1976, qui donne un élan à sa carrière. Il tourne à plusieurs reprises avec les grands noms du cinéma français : Truffaut, Rivette, mais aussi André Téchiné, Jean-Pierre Mocky, Bertrand Blier, Robert Enrico, Laetitia Masson.
En 1978, l'acteur passe pour la première fois derrière la caméra, et réalise son premier long métrage, Passe montagne, dans lequel il se met en scène, donnant la réplique à Jacques Villeret. En 1980, il s'envole vers les États-Unis pour les besoins du film Les Chiens de guerre de John Irvin. Il est également à l'affiche du film de John Huston À nous la victoire en 1981, avec Michael Caine et Sylvester Stallone.

### Consécration
Il devient une figure incontournable du cinéma français dans les années 1980, se consacrant particulièrement aux films d'auteur : Une chambre en ville de Jacques Demy, Passion de Jean-Luc Godard, Notre histoire de Bertrand Blier et 36 Fillette de Catherine Breillat. En 1986, il passe pour la seconde fois derrière la caméra et met en scène le film policier Double messieurs, avec Carole Bouquet. Deux ans plus tard, il tient le rôle principal du drame Peaux de vaches, de Patricia Mazuy et partage pour la toute première fois l'affiche avec sa fille, Salomé Stévenin, qui tient là son premier rôle.
Acteur inclassable, il alterne dans les années 1990 polar avec Le Grand Pardon 2 d'Alexandre Arcady, film intimiste avec Les Aveux de l'innocent de Jean-Pierre Améris, et films plus populaires avec Les Bidochons de Serge Korber et Le Bossu. En 2002, il réalise son troisième long métrage, la comédie dramatique Mischka, dans lequel il dirige ses enfants Salomé et Robinson.
Souvent confiné dans les seconds rôles, il est, les années suivantes, à l'affiche de nombreux films grand public, dont Le Pacte des loups, où il joue avec Vincent Cassel et Samuel Le Bihan, De l'amour aux côtés de Virginie Ledoyen, L'Homme du train réalisé par Patrice Leconte, Pas si grave de Bernard Rapp, ou bien La Chambre des morts d'Alfred Lot.
Pour son travail de cinéaste, il reçoit en 2018 un prix Jean-Vigo d’honneur, remis par Agnès Varda.

### Mort
Il meurt le 27 juillet 2021 à l'hôpital de Neuilly-sur-Seine à l'âge de 77 ans des suites d'une longue maladie. Ses funérailles ont lieu le 4 août au crématorium du cimetière du Père-Lachaise, où il est incinéré, en présence de son épouse Claire Stévenin, ses quatre enfants et Jackie Berroyer.

### Vie privée
Jean-François Stévenin a quatre enfants, tous acteurs :
- Sagamore (né en 1974) avec Jacqueline Monnier, dite Florence Stévenin, psychanalyste, morte en 2008 ;
- Robinson (né en 1981), Salomé (née en 1985) et Pierre (né en 1995), avec Claire Stévenin, également actrice.

### Hommages
L'écrivain Marc-Édouard Nabe en a fait un des personnages principaux de son roman Lucette, qui retrace la vie de Lucette Destouches, veuve de l'écrivain français Louis-Ferdinand Céline. Nabe y dépeint un Stévenin acteur-cinéaste, qui cherche à adapter au cinéma le roman Nord de Céline.
Édouard Baer lui dédie le film Adieu Paris.

## Théâtre
- 1980 : Un dimanche indécis dans la vie d’Anna, texte et mise en scène de Jacques Lassalle, Théâtre national de Chaillot (salle Gémier)
- 2009 : L'Anniversaire d'Harold Pinter, mise en scène Michel Fagadau, Comédie des Champs-Élysées

## Filmographie

### Acteur
- 1968 : La Chamade d'Alain Cavalier
- 1970 : L'Enfant sauvage de François Truffaut
- 1971 : Out 1 : Noli me tangere de Jacques Rivette
- 1972 : Une belle fille comme moi de François Truffaut
- 1973 : La Nuit américaine de François Truffaut
- 1974 : Si j'te cherche... j'me trouve de Roger Diamantis
- 1976 : L'Argent de poche de François Truffaut
- 1976 : Barocco d'André Téchiné
- 1977 : La Machine de Paul Vecchiali
- 1978 : La Tortue sur le dos de Luc Béraud
- 1979 : Mais ou et donc Ornicar de Bertrand Van Effenterre
- 1979 : Roberte de Pierre Zucca
- 1979 : La Guerre des polices de Robin Davis
- 1980 : Deux Lions au soleil de Claude Faraldo
- 1981 : Les Chiens de guerre (The Dogs of War) de John Irvin
- 1981 : Allons z'enfants d'Yves Boisset
- 1981 : Neige de Juliet Berto
- 1981 : Psy de Philippe de Broca : Jo
- 1981 : À nous la victoire de John Huston : Claude
- 1981 : Merry-Go-Round de Jacques Rivette
- 1982 : Le Pont du Nord de Jacques Rivette
- 1982 : Y a-t-il un Français dans la salle ? de Jean-Pierre Mocky
- 1982 : Une chambre en ville de Jacques Demy
- 1982 : Passion de Jean-Luc Godard
- 1983 : Poussière d'empire, de Lam Lê
- 1984 : Notre histoire de Bertrand Blier
- 1984 : Côté cœur, côté jardin de Bertrand Van Effenterre
- 1985 : L'Île au trésor (Treasure Island) de Raoul Ruiz
- 1985 : Parole de flic de José Pinheiro
- 1986 : La Révolte des pendus (La Rebelión de los colgados) de Juan Luis Buñuel
- 1986 : Tenue de soirée, de Bertrand Blier
- 1986 : Je hais les acteurs, de Gérard Krawczyk
- 1986 : Cinématon no 786 de Gérard Courant
- 1986 : Double messieurs, de Jean-François Stévenin
- 1987 : Sale Destin de Sylvain Madigan
- 1988 : Y a bon les blancs (Come sono buoni i bianchi) de Marco Ferreri
- 1988 : 36 Fillette de Catherine Breillat
- 1989 : Les Maris, les Femmes, les Amants de Pascal Thomas
- 1989 : La Soule de Michel Sibra
- 1989 : La Révolution française de Robert Enrico et Richard T. Heffron, Louis Legendre
- 1989 : Le Voisin de Paul de Jean-Marie Gigon
- 1989 : Peaux de vaches de Patricia Mazuy
- 1990 : Jacques Rivette, le veilleur de Claire Denis
- 1990 : Mona et moi de Patrick Grandperret
- 1991 : La Philosophie dans le boudoir d'Olivier Smolders (court métrage)
- 1991 : Lune froide de Patrick Bouchitey
- 1991 : Sushi Sushi de Laurent Perrin
- 1991 : La Gamine d'Hervé Palud
- 1992 : Le Grand Pardon 2 d'Alexandre Arcady
- 1992 : Un parapluie pour trois de Felipe Vega
- 1992 : Olivier, Olivier d'Agnieszka Holland
- 1993 : De force avec d'autres de Simon Reggiani
- 1993 : 23h58 de Pierre-William Glenn
- 1993 : À cause d'elle de Jean-Loup Hubert
- 1994 : Les Patriotes d'Éric Rochant
- 1994 : Parano (sketch Nuit d'essence) de Manuel Flèche
- 1995 : Fast de Dante Desarthe
- 1995 : Dis-moi oui d'Alexandre Arcady
- 1995 : Noir comme le souvenir de Jean-Pierre Mocky
- 1996 : L'Éducatrice de Pascal Kané
- 1996 : Les Bidochon de Serge Korber
- 1996 : Les Aveux de l'innocent de Jean-Pierre Améris
- 1996 : Les Frères Gravet de René Féret
- 1997 : K d'Alexandre Arcady
- 1997 : Le Bossu de Philippe de Broca
- 1998 : La Petite Graine de Tessa Racine (court métrage)
- 1998 : … Comme elle respire de Pierre Salvadori
- 1998 : À vendre de Laetitia Masson
- 1999 : Fait d'hiver de Robert Enrico
- 2000 : Genet à Chatila de Richard Dindo Voix
- 2000 : Love me de Laetitia Masson
- 2000 : Total Western, d'Éric Rochant
- 2000 : Les Frères Sœur de Frédéric Jardin
- 2001 : Le Pacte des loups de Christophe Gans
- 2001 : De l'amour de Jean-François Richet
- 2001 : Fils de zup de Gilles Romera
- 2001 : Mischka de Jean-François Stévenin
- 2002 : La Repentie de Laetitia Masson
- 2002 : Deux de Werner Schroeter
- 2002 : L'Homme du train de Patrice Leconte
- 2003 : Pas si grave de Bernard Rapp
- 2005 : Camping à la ferme de Jean-Pierre Sinapi
- 2006 : Le Deal de Jean-Pierre Mocky
- 2007 : Chute libre d'Olivier Dorigan
- 2007 : Il a suffi que maman s'en aille... de René Féret
- 2007 : Le Vacant de Julien Guetta (court métrage)
- 2007 : La Chambre des morts d'Alfred Lot
- 2008 : Capitaine Achab de Philippe Ramos
- 2008 : Les Yeux bandés de Thomas Lilti
- 2008 : Comme une étoile dans la nuit de René Féret
- 2008 : Nuit de chien de Werner Schroeter
- 2009 : The Limits of Control de Jim Jarmusch
- 2010 : Happy Few d'Antony Cordier
- 2010 : Lignes de front de Jean-Christophe Klotz
- 2010 : La Tête en friche de Jean Becker
- 2011 : Une folle envie de Bernard Jeanjean
- 2011 : Itinéraire bis de Jean-Luc Perréard
- 2011 : Jeanne captive de Philippe Ramos
- 2011 : De force de Frank Henry
- 2011 : Let My People Go! de Mikael Buch
- 2012 : L'Enfant d'en haut, d'Ursula Meier
- 2012 : Incident urbain, de John Lalor (moyen-métrage)
- 2012 : Des escargots et des hommes de Tudor Giurgiu
- 2013 : Le Premier Homme de Gianni Amelio
- 2013 : Une histoire d'amour d'Hélène Fillières
- 2013 : Spiritismes de Guy Maddin
- 2013 : Amitiés sincères de François Prévôt-Leygonie et Stéphan Archinard
- 2013 : Comme un lion de Samuel Collardey
- 2013 : Les Beaux Jours de Marion Vernoux
- 2013 : Le Renard jaune de Jean-Pierre Mocky
- 2013 : Grand Tour (court métrage) de Marie-Ève De Grave
- 2014 : Le Dernier Diamant d'Éric Barbier
- 2015 : Fou d'amour de Philippe Ramos
- 2016 : Mirage d’amour avec fanfare d'Hubert Toint
- 2016 : Jeunesse de Julien Samani
- 2017 : Vénéneuses de Jean-Pierre Mocky
- 2018 : Les Grands Squelettes de Philippe Ramos
- 2018 : Pupille de Jeanne Herry
- 2019 : Les Enfers d'Adèle Beaulieu
- 2020 : Simple messieurs de Laurent Achard
- 2020 : Tendre et Saignant de Christopher Thompson
- 2021 : Illusions perdues de Xavier Giannoli
- 2021 : Adieu Paris d'Édouard Baer
- 2021 : Selon la police de Frédéric Videau
- 2021 : La Part du lion de Julien Menanteau
- 2021 : La Ligne d'Ursula Meier
- 2023 : Entre nous de Jude Bauman

### Réalisateur
- 1978 : Passe montagne
- 1986 : Double messieurs
- 2002 : Mischka[8]

### Assistant-réalisateur
- 1968 : La Chamade
- 1970 : Domicile conjugal
- 1971 : Du côté d'Orouët
- 1971 : Out 1 : Noli me tangere
- 1973 : La nuit américaine
- 1975 : Zig-Zag
- 1976 : Maîtresse

### Télévision
- 1976 : Voici la fin mon bel ami de Bernard Bouthier
- 1979 : Médecins de nuit de Nicolas Ribowski, épisode : Le livre rouge (série télévisée)
- 1980 : Le Petit Théâtre d'Antenne 2 : Comme la pierre de Romain Weingarten
- 1982 : La Couleur de l'abîme de Pascal Kané
- 1983 : Adam et Ève de Michel Soutter
- 1983 : Pablo est mort de Philippe Lefebvre
- 1984 : Télévision de chambre : Sous le signe du poisson de Pierre Zucca
- 1984 : L'Amour en héritage (Mistral's Daughter) de Douglas Hickox / Kevin Connor, (feuilleton TV)
- 1987 : La Lettre perdue de Jean-Louis Bertuccelli
- Série noire
  - 1984 : L'Ennemi public n° 2 d'Édouard Niermans
  - 1987 : Noces de plomb de Pierre Grimblat
- Deux justiciers dans la ville
  - 1993 : Pilot
  - 1994 : Dame de cœur de Gérard Marx
  - 1996 : Erreur de jeunesse d'Éric Woreth
- 1991 : Napoléon et l'Europe de José Fonseca e Costa
- 1991 : Ils n'avaient pas rendez-vous de Maurice Dugowson
- 1992 : L'Enveloppe d'Yves Lafaye
- 1992 : Momo de Jean-Louis Bertuccelli
- 1993 : Deux Fois vingt ans de Livia Giampalmo
- 1993 : L'Amour est un jeu d'enfant de Pierre Grimblat
- 1996 : J'ai deux amours de Caroline Huppert
- 1996 : Ricky de Philippe Setbon
- 1996 : Docteur Sylvestre : Condamné à vivre de Dominique Tabuteau
- 1997 : Les Parents modèles de Jacques Fansten
- 1998 : Marseille de Didier Albert
- 1998 : Un père en plus de Didier Albert
- Le Camarguais, série de neuf téléfilms
  - 2002 : Deux sons de cloche de Patrick Volson
  - 2003 : Le Facteur inconnu de Patrick Volson
  - 2003 : Paddy de Patrick Volson
  - 2003 : Rave d'un jour de William Gotesman
  - 2004 : Entre deux feux d'Olivier Langlois
  - 2004 : Trois filles au volant d'Olivier Langlois
  - 2004 : Jean-Jean de William Gotesman
  - 2004 : Un nouveau départ d'Olivier Langlois
  - 2005 : Un Noël pas comme les autres d'Olivier Langlois
- 2000 : Entre l'arbre et l'écorce de Bruno Gantillon
- 2001 : La Baie de l'archange de David Delrieux
- 2001 : Méditerranée d'Henri Helman
- 2003 : Des épaules solides d'Ursula Meier
- 2003 : La Bête du Gévaudan de Patrick Volson
- 2003 : Volpone de Frédéric Auburtin
- 2005 : Femmes de loi : Héritage de Denis Amar
- 2005 : Commissaire Moulin : Kidnapping d'Yves Rénier
- 2006 : Un jour d'été de Franck Guérin
- 2007 : L'Affaire Ben Barka de Jean-Pierre Sinapi
- 2008 : Complot d'amateurs de Vincent Monnet
- 2008 : Mafiosa, le clan d'Éric Rochant : Constantin « Coco » Casanova
- 2010 : Le Chasseur (série en 6 épisodes) : Franck Peszynski
- 2010 : Contes et nouvelles du XIXe siècle : Crainquebille de Philippe Monnier
- 2012 : Valparaiso de Jean-Christophe Delpias
- 2012 : Le Désert de l'amour de Jean-Daniel Verhaeghe
- 2012 : Tata Bakhta de Merzak Allouache
- 2012 : Divorce et fiançailles d'Olivier Péray
- 2014 : Le Sang de la vigne (épisode Le Mystère du vin jaune) de Régis Musset
- 2014 : Le Premier Été de Marion Sarraut
- 2014 : Falco (saison 2)
- 2014 : Ceux qui dansent sur la tête de Magaly Richard-Serrano
- 2014-2015 : Frères d'armes, série télévisée historique de Rachid Bouchareb et Pascal Blanchard : présentation de Dave Gallaher
- 2015 : Ainsi soient-ils (saison 3) de Rodolphe Tissot
- 2015 : Falco (saison 3 - épisodes 1 et 2) : Michel Drouet
- 2017 : Commissaire Magellan (épisode 24 : Première Ballerine)
- 2018 : Meurtres dans le Morvan de Simon Astier : Charles Sénéchal
- 2020 : Un si grand soleil (série, saison 3) : Philippe Foucher
- 2021 : L'Île aux trente cercueils : Henri Dormont
- 2021 : M'abandonne pas de Didier Bivel : Paul

## Doublage

### Cinéma

#### Films

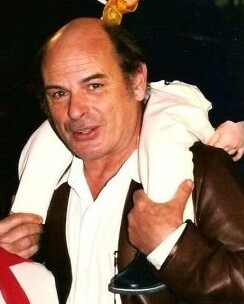
Jean-François Stévenin au Festival de Cannes 1997.

- 2008 : Dorothy d'Agnès Merlet : pasteur Ross (Gary Lewis)
- 2009 : Dans la brume électrique de Bertrand Tavernier : Dave Robicheaux (Tommy Lee Jones)
- 2014 : Paradise Lost (Escobar: Paradise Lost) d'Andrea Di Stefano : Pablo Escobar (Benicio del Toro)
- 2018 : Everybody Knows (Todos lo saben) de Asghar Farhadi : Antonio (Ramón Barea)
- 2019 : The Dead Don't Die de Jim Jarmusch : Bob l'ermite (Tom Waits)

## Livre audio
- Philippe Djian, Impardonnables, Gallimard, février 2010 (BNF 42158037)